# Tesla Cybertruck
El Tesla Cybertruck és un vehicle comercial lleuger elèctric de 4 portes i 6 places del fabricant estatunidenc Tesla Motors presentat el novembre de 2019. Es van anunciar tres versions amb autonomies de 400 a 800 km i acceleracions de 0 a 100 km/h entre 2,9 i 6,5 segons. L'objectiu de Tesla amb el desenvolupament del Cybertruck és proporcionar un substitut sostenible per als 6500 pickups que es venen cada dia als Estats Units.
El preu base de la versió de tracció posterior, es preveia en 39 900 USD i els models amb tracció a les quatre rodes a partir de 49 900 USD.
Tesla tenia previst produir el vehicle l'any 2021, però es va lliurar per primera vegada als clients a finals de novembre de 2023. En desembre de 2023, el Cybertruck només estava disponible a Amèrica del Nord.